# Ястребы (Смоленская область)
Ястребы — деревня в Вяземском районе Смоленской области России. Входит в состав Кайдаковского сельского поселения. Население — 4 жителя (2007 год). 
Расположена в восточной части области в 8 км к юго-востоку от Вязьмы, в 2 км севернее автодороги Р132 Вязьма — Калуга — Тула — Рязань, на берегу реки Лосьминки. В 1 км северо-западнее деревни расположена железнодорожная станция О.п. 9-й км на линии Вязьма — Занозная. 

## История
В годы Великой Отечественной войны деревня была оккупирована гитлеровскими войсками в октябре 1941 года, освобождена в марте 1943 года.